# Scopitone

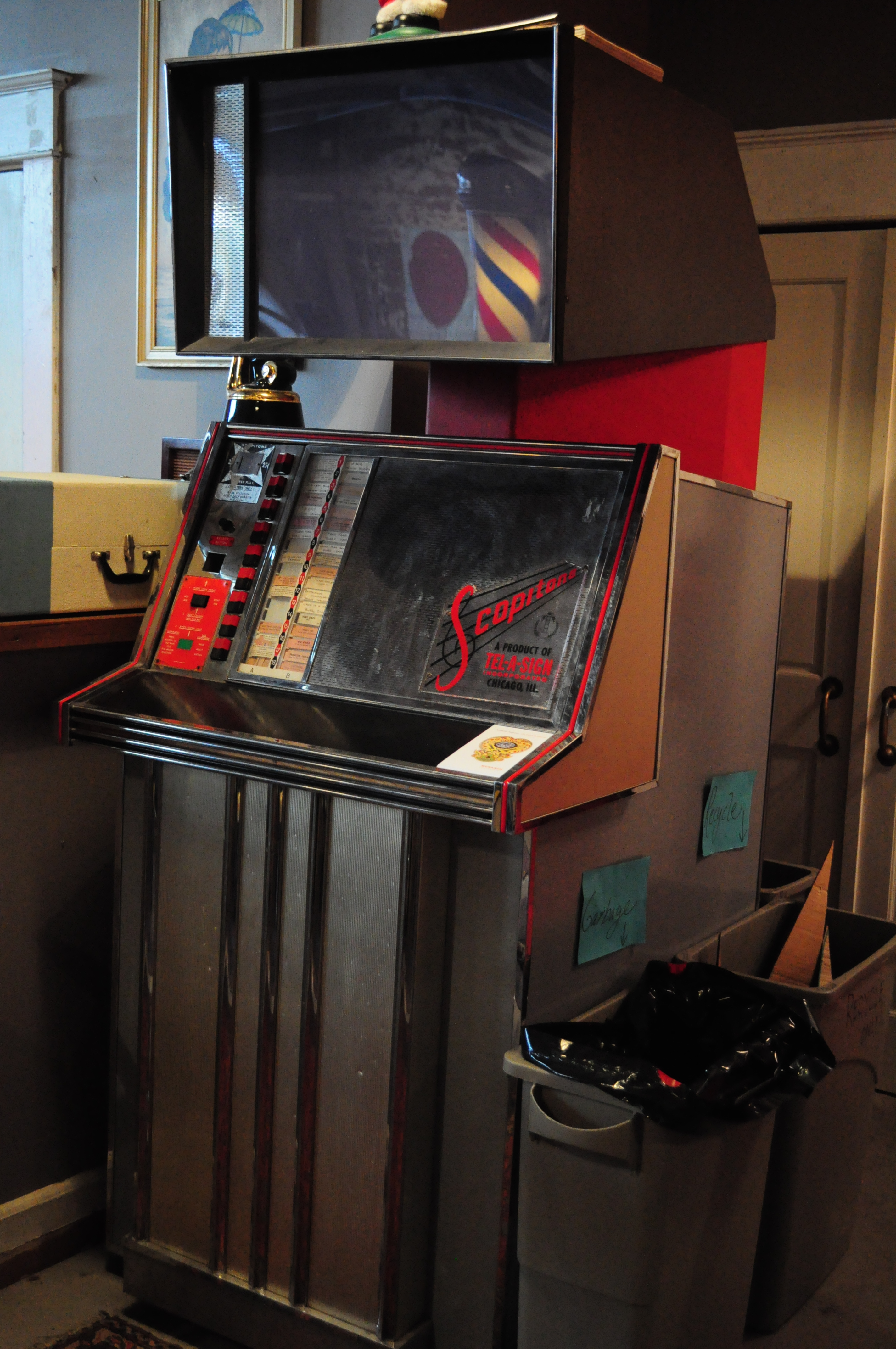
Scopitone.

El Scopitone era un aparell semblant a una màquina tocadiscos (jukebox), però amb una pantalla amb pel·lícules de les cançons. Estaven en format de 16 mm en color i amb banda sonora magnètica. La imatge era molt semblant a la de la televisió en color. Les pel·lícules van ser precursores dels videos musicals.
Comercialitzat a França als Anys Seixanta, es va difondre primer a Europa i més tard als Estats Units. Hi havia altres aparells similars, com el Color-Sonics (nord-americà, en 8 mm) i el Cinebox (Itàlia), que va ser conegut com a Colorama als Estats Units.
L'èxit del Scopitone va ser molt breu, limitant-se a la dècada de 1960, encara que va seguir utilitzant-se fins a principis de la dècada de 1980.